# Kreisarchiv Reutlingen
Das Kreisarchiv Reutlingen ist eines der 35 Kreisarchive in Baden-Württemberg und zuständig für den Landkreis Reutlingen. Als kommunale Institution ist das Archiv für das Sichern, Bewahren und die Zugänglichkeit des analogen und digitalen Schriftguts des Landratsamtes Reutlingen verantwortlich.

## Geschichte
Das Kreisarchiv Reutlingen wurde im Jahr 1984 als zentrale Gedächtnisinstitution des Landkreises gegründet, um die Archivierung und Pflege kommunaler Unterlagen sicherzustellen. Seither erweitert das Archiv seine physische sowie digitale Sammlung zentraler Archivgüter stetig. Das Archivgut umfasst circa 5.000 laufende Meter und geht teils bis ins 18. Jahrhundert zurück, wobei der inhaltliche Schwerpunkt im 19. und 20. Jahrhundert liegt.

## Aufgaben und Funktionen
Zu den Aufgaben des Kreisarchivs gehören vor allem die Archivierung und Bereitstellung von Unterlagen der Landkreise. Archiviert werden unter anderem Verwaltungsdokumente, Karten, Bilder und Nachlässe, die für die rechtliche Absicherung, die historische Forschung oder die kulturelle Identität der Region bedeutsam sind. Zudem übernimmt das Kreisarchiv im Landkreis Reutlingen weite Teile der Kulturförderung, wodurch ein Beitrag zur Stärkung der regionalen Identität der  Bewohner geleistet werden soll.
Eine weitere Funktion des Kreisarchivs ist die Betreuung der Stadt- und Gemeindearchive im Landkreis, die nicht hauptamtlich besetzt sind. Im Landkreis Reutlingen werden folgende Gemeindearchive durch das Kreisarchiv vertreten:
Dettingen/Erms, Pfronstetten, Engstingen, Pliezhausen, Eningen u. A., Riederich, Gomadingen, Römerstein, Grabenstetten, Sonnenbühl, Grafenberg, St. Johann, Hayingen, Trochtelfingen, Hohenstein, Walddorfhäslach, Hülben, Wannweil, Lichtenstein, Zwiefalten, Mehrstetten
Das Kreisarchiv Reutlingen unterstützt diese Gemeindearchive bei einem geordneten Aufbau und Pflege ihrer Archive, berät bei archivtechnischen Problemen und bei der Erarbeitung von ortsbezogenen Geschichten.

## Bestand und Nutzung
Der Bestand des Kreisarchivs Reutlingen umfasst unter anderem eine Sammlung aus 1.500 Grenzsteinzeugen, die im Jahr 2022 durch einen privaten Sammler an das Archiv übergeben wurde. Die meist gebrannten oder glasierten Tontäfelchen stammen hauptsächlich aus dem 19. und 20. Jahrhundert und wurden aus über 25 Landkreisen zusammengetragen. Mit 150 Zeugen stellen die Tafeln aus dem Landkreis Reutlingen den größten zusammenhängenden Teil der Sammlung dar.
Ebenfalls Teil der Archivsammlung sind Akten über die Kriegsschäden des Zweiten Weltkriegs im Landkreis Reutlingen. Hierin sind unter anderem Informationen zu Fliegerangriffen und die dadurch entstandenen Sach- und Gebäudeschäden, Daten zu den Bewohnerinnen und Bewohnern in den betroffenen Gebieten sowie Informationen zu ihren Haushalten enthalten.
Zum Archivgut gehört auch eine kulturhistorische Präsenzbibliothek, die vor allem aus Literatur zur Orts-, Kreis- und Landesgeschichte sowie aus Werken zur Kirchengeschichte und zur Volkskunde besteht. Ebenfalls seit 1986 dem Kreisarchiv zugehörig, ist die Kunstsammlung des Landkreises, deren Schwerpunkt in der zeitgenössischen Kunst der Region liegt. Die Sammlung ist Teil der Kulturförderung des Landratsamts durch das Kreisarchiv.

## Dienstleistungen
Zu den Angeboten des Kreisarchivs zählen reguläre Öffnungszeiten, ergänzt durch regelmäßige Archivsprechstunden für  Bürger sowie weitere einzelne Veranstaltungen.
Zugleich bietet das Archiv mit seinem digitalen Kreisarchiv ein Online-Angebot an digitalisierten Archivgütern. Darin enthalten ist ein virtueller Lesesaal mit Beständen, Findmitteln und Digitalisaten, ein historisches Fotoportal, ein digitaler Katalog der kulturhistorischen Bibliothek des Landkreises und weitere Recherche- und Beratungsangebote für Heimat- und Familienforscher.

## Projekte
Das Kreisarchiv nimmt  am bundesweiten Tag der Archive teil. In Kooperationen mit anderen Institutionen wie dem Stadtarchiv Reutlingen und weiteren lokalen Vereinen soll mit Veranstaltungen wie Workshops, Magazinführungen und Vorträgen die Relevanz der Archive bekräftigt und die Hemmschwelle der Nutzung der Archive gesenkt werden. Durch verschiedene Formate und Auftritte in den sozialen Medien soll ebenfalls die Präsenz des Archivs verbessert und ein einfacher Zugang zur Kultur- und Geschichtsvermittlung geschaffen werden.
Außerdem gewann das Burgen- und Schlösserportal  unsere-burgen.de der Kreisarchive Reutlingen und Esslingen im Jahr 2023 den Staatsanzeiger Award in der Kategorie Stadt- und Tourismusmarketing, wodurch das Archiv überregionale Aufmerksamkeit erlangte. Das Projekt sei ein Best-Practice-Beispiel für kommunale Projekte. Das Internetportal entstand in Zusammenarbeit mit der Firma Hitcom und bietet innovative Zugänge zu den Burgen in beiden Landkreisen. Die Archive, die sich besonders für die Dokumentation und Erforschung der regionalen Burgen engagieren, verbinden ihre Archivgüter mithilfe der Plattform mit Bildergalerien und Drohnenflugvideos von 77 Reutlinger und 11 Esslinger Burgen. Thematisch schließen sich hier die Webseiten unsere-orte.de und  unsere-kleindenkmale.de des Kreisarchivs an, die Luftaufnahmen, Geodaten, historische Fotos und verschiedene Recherchemöglichkeiten anbieten.